# ژاله‌پوش ویریدی
دروسرا ویریدی (نام علمی: Drosera viridis) نام یک گونه از سرده دروزا است.